# Battaglia di Pułtusk (1703)
La battaglia di Pułtusk avvenne il 21 aprile 1703 in Pułtusk durante la grande guerra del Nord. L'esercito svedese guidato da Carlo XII sconfisse l'esercito sassone guidato da Adam Heinrich von Steinau.
Così, sebbene la città e il castello fossero stati conquistati dalle forze polacche del maresciallo Wincenty Gosiewski, furono successivamente ricatturati dagli svedesi che li saccheggiarono e li rasero al suolo.